# Balazé
Balazé är en kommun i departementet Ille-et-Vilaine i regionen Bretagne i nordvästra Frankrike. Kommunen ligger i kantonen Vitré-Est som tillhör arrondissementet Fougères-Vitré. År 2022 hade Balazé 2 181 invånare.

## Befolkningsutveckling
Antalet invånare i kommunen Balazé
Referens:INSEE